# Automeris jupachacona
Automeris jupachacona é uma espécie de mariposa do gênero Automeris, da família Saturniidae.
Sua ocorrência foi registrada no Peru, no departamento de Pasco, a 2.400 m de altitude (10º42.0'S, 75º35.2'W).
É sinônima da Automeris chacona (Draudt, 1929).